# РадіоБенд Олександра Фокіна
Державний академічний оркестр «РадіоБенд Олександра Фокіна» — український оркестр «шведського складу».

## Історія
Оркестр створено у грудні 1999 року Олександром Фокіним. «РадіоБенд» — це універсальний оркестр так званого «шведського складу» (комбо), що виконує складну інструментальну музику у таких напрямках як джаз, фанк, ф'южн, латино, джаз-рок, ейсид-джаз, поп-джаз, а також популярну й танцювальну музику.
16 травня 2015 року в День Європи в Україні на Михайлівській площі в Києві відбувся концерт колективу Олександра Фокіна разом з світовими зірками джазу. У ньому взяли участь один з найкращих саксофоністів світу Ерік Маріенталь, унікальний віртуоз-перкусист Йоель Дель Соль, видатний трубач Віллі Мурілло.